# Dziemianówka
Dziemianówka – wieś w Polsce położona w województwie podlaskim, w powiecie sejneńskim, w gminie Giby.
Według Pierwszego Powszechnego Spisu Ludności, przeprowadzonego w 1921 roku, Dziemianówka liczyła 14 domostw i zamieszkiwana była przez 57 osób (31 kobiet i 26 mężczyzn). Większość mieszkańców miejscowości, w liczbie 39 osób, zadeklarowała wyznanie rzymskokatolickie, zaś pozostałych 18-u mieszkańców zgłosiło wyznanie staroobrzędowe. Podział religijny mieszkańców Dziemianówki pokrywał się z ich strukturą narodowo-etniczną, gdyż 39 osób podało polską przynależność narodową, natomiast pozostałych 18-u mieszkańców zadeklarowało rosyjską tożsamość narodową.
W 1929 r. był tu jeden cieśla, kołodziej, dwóch szewców. Był tu jeden wapiennik.
W latach 1975–1998 miejscowość administracyjnie należała do województwa suwalskiego.